# Gatling M197

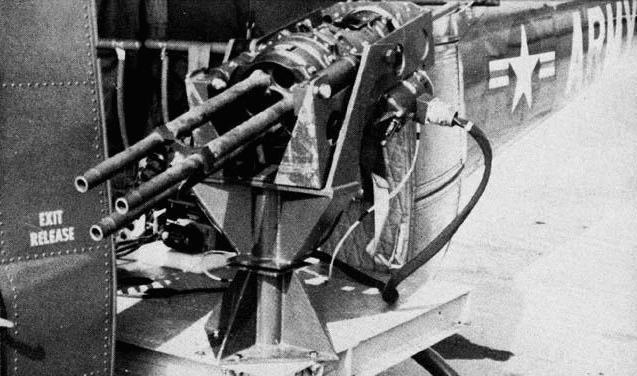
M197 montée sur un Huey.

La Gatling M197 est une mitrailleuse de type Gatling à contacteur électrique, développée par l'armée des États-Unis, pour équiper des hélicoptères de combat. Elle utilise des munitions de 20 mm, et est équipée de trois canons tirant successivement et atteignant une cadence de tir de 720 coups par minute.
La XM197 est développée pendant la guerre du Viêt Nam pour pallier le manque d'efficacité du Minigun M134 de 7,62 mm. Elle a notamment été montée sur le Fairchild AU-23 Peacemaker.
La Gatling M197 est une version plus légère du M61 Vulcan, équipée, quant à elle, de 6 canons et atteignant une cadence de tir quatre fois plus importante.